# Мурати (озеро)
Мурати (эст. Murati järv) — озеро в Эстонии. Расположено в уезде Вырумаа на территории волости Рыуге. Расположено в южной части возвышенности Хаанья.
Около озера расположена деревня Мурати.
Площадь озера составляет 66,6 га. Длина составляет 1,8 км, ширина — 0,7 км. Максимальная глубина — 4,3 м, средняя глубина — 3,6 м. Озеро сильно болотистое, вода преимущественно мутная.
В озере обитают лещ, в меньшей степени окунь, ёрш, плотва, щука, карась, судак, краснопёрка, и другие рыбы.